# Daviesia alternifolia
Daviesia alternifolia är en ärtväxtart som beskrevs av Stephan Ladislaus Endlicher. Daviesia alternifolia ingår i släktet Daviesia, och familjen ärtväxter. Inga underarter finns listade i Catalogue of Life.